# Орден «Звезда дружбы народов»
Орден «Звезда дружбы народов» (нем. Stern der Völkerfreundschaft) — орден ГДР, основанный 20 августа 1959 и вручавшийся по представлению Президиума совета министров ГДР за заслуги по достижению мира и взаимопонимания между народами.

## Степени
Орден имел три степени:
- 1-я — Большая золотая звезда дружбы народов (нем. Großer Stern der Völkerfreundschaft in Gold)
- 2-я — Золотая звезда дружбы народов (нем. Stern der Völkerfreundschaft in Gold)
- 3-я — Серебряная звезда дружбы народов (нем. Stern der Völkerfreundschaft in Silber)

## Описание знака
Знак ордена представляет собой пятиконечную звезду в центре которой изображение герба ГДР в цветных эмалях. Выше герба на верхнем луче звезды изображение летящего голубя. Звезда наложена на венок из дубовых листьев.
Знак ордена 3 степени изготавливается из серебра, 2 степени — из позолоченного серебра. Знак ордена первой степени изготавливается из золота и отличается от других степенией дизайном — между лучами звезды размещены по семь граней звезды меньшего размера.

## Награждённые
Среди награждённых — Леонид Брежнев, Нельсон Мандела, маршал Советского Союза Виктор Куликов, посол СССР в ГДР Пётр Абрасимов, министр среднего машиностроения СССР Ефим Славский, советский писатель Константин Федин.